# Jelle Degraeuwe
Jelle Degraeuwe (9 januari 1979) is een Belgische voormalige atleet, die gespecialiseerd was in het hamerslingeren. Hij veroverde één Belgische titel.

## Biografie
Degraeuwe nam in 1997 deel aan de Europese kampioenschappen U20. Hij werd uitgeschakeld in de kwalificaties. In 2001 werd hij Belgisch kampioen hamerslingeren. Hij was aangesloten bij Racing Club Gent.

## Belgische kampioenschappen
| Onderdeel      | Jaar |
| -------------- | ---- |
| hamerslingeren | 2001 |

## Persoonlijke records
| Onderdeel      | Prestatie | Datum       | Plaats |
| -------------- | --------- | ----------- | ------ |
| hamerslingeren | 64,09 m   | 26 mei 2001 | Melle  |

## Palmares
hamerslingeren
- 1997:  BK AC – 60,86 m
- 1997: 19e kwalificaties EK U20 in Ljubljana – 59,30 m
- 1999:  BK AC – 62,21 m
- 2000:  BK AC – 59,35 m
- 2001:  BK AC – 63,35 m
- 2002:  BK AC – 61,66 m